# مسافر
المسافر اسم فاعل من سافر مسافرة وسفارا إذ مضى إلى بلد، أو انتقل بين مكانين. وشرعا هو من قصد سيرًا وسطًا ثلاثة أيام ولياليها وفارق بيوت بلده. أو يقال قطع المسافة الشرعية، وهي ثمانية فراسخ (44.44 كلم).